# Luis Antonio Ferreyra
Luis Antonio Ferreyra (Buenos Aires, 11 de junho de 1919) é um ex-futebolista argentino.
Ferreyra é um dos maiores ídolos do River Plate, onde jogou de 1942 e 1947, integrando o apogeu de La Máquina, celebrado elenco riverplatense da década de 1940. Foi zagueiro titular nas conquistas do campeonato argentino justamente no ano de debute e no da saída. Na equipe principal, fez elogiada dupla defensiva com Ricardo Vaghi.
Foi um dos numerosos atletas argentinos a debandarem no final daquela década para o Eldorado colombiano, onde se aposentou como jogador do Deportivo Cali.